# Garath Archer
Pas d'image ? Cliquez ici

a Compétitions nationales et continentales officielles uniquement.

b Matchs officiels uniquement.
Garath Archer, est né le 15 décembre 1974 à Durham (Angleterre). C’est un joueur de rugby à XV, qui a joué avec l'équipe d'Angleterre de 1996 à 2000 et avec les clubs de Newcastle Falcons et Bristol Shoguns, évoluant au poste de deuxième ligne (1,98 m pour 114 kg). 

## Carrière

### En équipe nationale
Il a eu sa première cape internationale le 2 mars 1996, à l'occasion d'un match contre l'équipe d'Écosse. 
Garath Archer participe au Tournoi des cinq/six nations en 1996, 1998 et 2000.
Il dispute deux matchs de la Coupe du monde de rugby 1999.
Il décide de prendre sa retraite sportive de façon prématurée en 2004, à la suite d'une successions de blessures au dos.

## Palmarès
- 21 sélections avec l'équipe d'Angleterre
- Sélections par année : 2 en 1996, 4 en 1997, 8 en 1998, 2 en 1999, 5 en 2000.

- Tournois des Cinq Nations disputés : 1996, 1998 et 2000.
- A remporté le Tournoi en 1996, et en 2000.